# Ragón Falez
Ragón Falez es el título de uno de los más populares pasodobles españoles, compuesto en 1935 por el compositor y director de banda de música, el toledano Emilio Cebrián Ruiz. Fue escrito en la ciudad de Jaén, donde también compuso la práctica totalidad de su obra.
Ragón Falez está en el repertorio de la mayoría de bandas de música, así como en el desfile de los Moros y Cristianos en las fiestas populares.
Inicialmente este pasodoble estuvo dedicado a Rafaelita González, mujer jienense, aunque en su estreno le recomendaron al autor que no fuera tan explícito, motivo por el que cambió el nombre por un acrónimo, pasando a tener la primera palabra las primeras sílabas del nombre y el apellido de la mujer (Ragón) y la otra la segunda del nombre y la última del apellido (Falez). La leyenda atribuye al también director Ricardo Villa la sugerencia.

## Moros y Cristianos
Por su sonoridad, algunas comparsas o filaes marchan en las fiestas de moros y cristianos al son de esta música de Cebrián, siendo un pasodoble bastante popular en pasacalles y desfiles a lo largo y ancho de las poblaciones festeras del levante español.